# Formica neorufibarbis
Formica neorufibarbis é uma espécie de formiga do gênero Formica, pertencente à subfamília Formicinae.